# Scott (Arkansas)
Scott é uma Região censo-designada localizada no estado americano do Arkansas, no Condado de Lonoke e Condado de Pulaski.

## Demografia
Segundo o censo americano de 2000, a sua população era de 94 habitantes.

## Geografia
De acordo com o United States Census Bureau tem uma área de 15,8 km², dos quais 15,5 km² cobertos por terra e 0,3 km² cobertos por água. Scott localiza-se a aproximadamente 72 m acima do nível do mar.

## Localidades na vizinhança
O diagrama seguinte representa as localidades num raio de 24 km ao redor de Scott.